# Rallus madagascariensis
Rallus madagascariensis е вид птица от семейство Rallidae. Видът е световно застрашен, със статут Уязвим.

## Разпространение
Видът е разпространен в Мадагаскар.